# جائحة فيروس كورونا في ترانسنيستريا
 قد تم تأكيد وصول جائحة كورونا-19 إلى ترانسنيستريا ( المعترف بها دوليًا كجزء من مولدوفا ) في شهر آذار من عام 2020 .

## خلفية
يوم 12 كانون الثاني عام 2020، و منظمة الصحة العالمية أكدت (WHO) أن الفيروس التاجي هو سبب مرض يصيب الجهاز التنفسي عند مجموعة من الناس في مدينة ووهان بمقاطعة هوبى في الصين، والتي أفادت تقارير منظمة الصحة العالمية يوم 31 كانون الأول 2019. و 
كانت نسبة الوفيات لـ COVID-19 أقل بكثير من مرض السارس SARS لعام 2003 ،  ولكن كانت نسبة انتقال العدوى أكبر بكثير، مع إجمالي عدد القتلى.

## الجدول الزمني
- 13 آذار 2020 : حظرت حكومة ترانسنيستريا جميع التجمعات العامة.[8]
- 17 آذار 2020 : أعلنت حكومة ترانسنيستريا إغلاق جميع رياض الأطفال والمدارس والكليات والجامعات حتى 5 نيسان .[9] تم حظر دخول المواطنين الأجانب (بما في ذلك المولدوفيون) إلى أراضي ترانسنيستريا لمدة 19 يومًا.[10]
- 21 آذار 2020 : تم الإعلان عن أول حالتين إيجابيتين لـ COVID-19 في ترانسنيستريا .[11]
- 24 آذار 2020 : أعلنت حكومة ترانسنيستريا تعليق النقل العام.[12]
- 25 آذار 2020 : وفقًا لقناة TV PMR التلفزيونية، أفادت حكومة ترانسنيستريا أن هناك 7 أشخاص مصابين بالفيروس التاجي، من بينهم طفلان.[13]
- 30 آذار 2020 : بموجب مرسوم صادر عن وزارة الشؤون الداخلية في ترانسنيستريا، أثناء حالة الطوارئ، يجب على جميع المواطنين حمل وثيقة هوية وإذن خاص ليكونوا خارج منازلهم.[14]
- 31 آذار 2020 : امرأة تبلغ من العمر 55 عامًا من تيراسبول عانت من مشاكل في القلب ومرض السكري هي أول حالة وفاة بسبب COVID-19 في ترانسنيستريا. في وقت وفاتها، كانت في وحدة العناية المركزة المتصلة بجهاز التنفس الصناعي .[15]
- 4 نيسان 2020 : فرضت حكومة ترانسنيستريا حظراً على تصدير المنتجات الغذائية.[16]
- 14 نيسان 2020 : أصبح ارتداء الأقنعة في الأماكن العامة إلزاميًا في هذا التاريخ. تم تحذير الأشخاص الذين ليس لديهم أقنعة من أنه سيتم منعهم من الوصول إلى المتاجر والصيدليات وأسواق الطعام.[17]
- 21 نيسان 2020 : ألغى الرئيس فاديم كراسنوسيلسكي عرض يوم النصر في ساحة سوفوروف .[18]

## الإحصاء
| موقعك               | الحالات |
| ------------------- | ------- |
| تيراسبول            | 322     |
| بندر                | 216     |
| Dubăsari            | 61      |
| صقلية               | 24      |
| Rîbnița             | 21      |
| سلوبوزيا            | 19      |
| باركاني             | 17      |
| Caragaș             | 16      |
| Cioburciu           | 12      |
| Mălăiești           | 10      |
| Blijnii Hutor       | 8       |
| Pervomaisc          | 5       |
| روغي                | 5       |
| Harmațca            | 5       |
| هلينايا             | 5       |
| كيكاني              | 4       |
| فلاديميروفكا        | 4       |
| Tîrnauca            | 4       |
| Coicova             | 4       |
| ulebuleuca          | 4       |
| Tașlîc              | 4       |
| دويباني             | 4       |
| Teiu                | 3       |
| كراسنوي             | 3       |
| دنيستروفسك          | 3       |
| هلينايا             | 3       |
| Cremenciug          | 2       |
| Zăzuleni            | 2       |
| caipca              | 2       |
| بروتيجايلوفكا       | 2       |
| نيزافيرتيلوفكا      | 1       |
| نوفوفلاديميروفكا    | 1       |
| بوبينكو             | 1       |
| Crasnîi Vinogradari | 1       |
| ميهايلوفكا نوي      | 1       |
| Stroiești           | 1       |
| غويان               | 1       |
| Crasnaia Gorca      | 1       |
| غريغوريوبول         | 1       |
| كامينكا             | 1       |
| نوفوكوتوفسك         | 1       |
| تيراسبولول نو       | 1       |
| مجموع               | 806     |

## روابط خارجية
- Coronavirus: بيانات رسمية وزارة الصحة ترانسنيستريا
- تحديثات على نسخة محفوظة 15 مايو 2020 على موقع واي باك مشين. وزارة الشؤون الداخلية لفيروس كورونا نسخة محفوظة 15 مايو 2020 على موقع واي باك مشين. من ترانسنيستريا
- تحديثات على novostipmr.com التاجية